# Izaak Walton

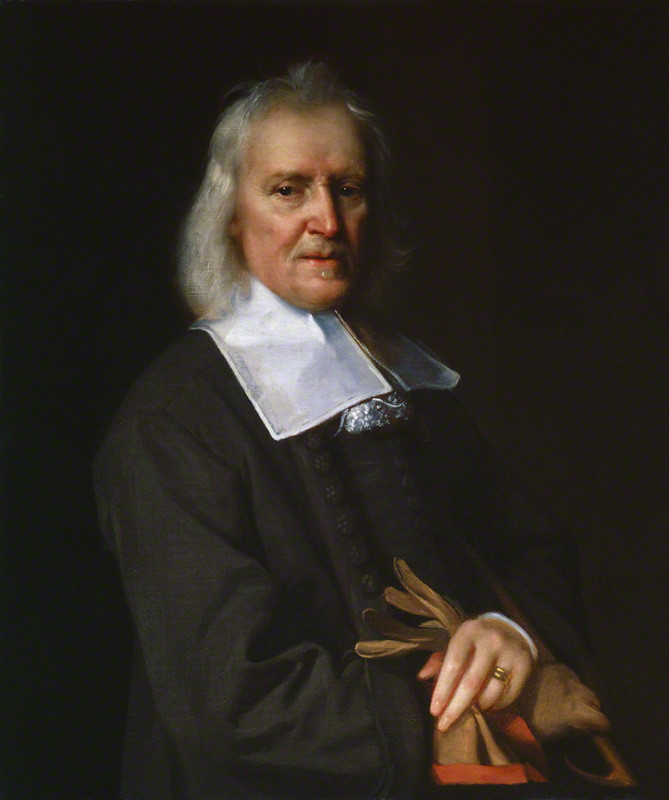
Izaak Walton

Izaak Walton (Stafford, 9 augustus 1593 - Winchester, 15 december 1683) was een Engels schrijver. Er staan slechts enkele werken op zijn naam: een aantal biografieën en het zeer populair geworden boek The Compleat Angler, over zijn hobby, het vissen. Het boek werd voor het eerst gepubliceerd in 1653 en vervolgens steeds aangevuld en bewerkt in vijf volgende edities.
Waltons vader Gervase was herbergier en overleed toen zijn zoon drie jaar oud was. Zijn moeder trouwde vervolgens met een andere herbergier. Izaak Walton toog naar Londen waar hij in de leer ging bij een familielid die in de ijzerhandel zat. In 1624 zette hij zijn eigen zaak op in Fleet Street. In 1626 trouwde hij met Rachel Floud, een ver familielid van Thomas Cranmer. Zij overleed in 1640, waarna hij korte tijd later hertrouwde met Anne Ken, een stiefzuster van Thomas Ken, de latere bisschop van Bath en Wells.
Walton raakte bevriend met de dichter en geestelijke John Donne en maakte spoedig daarna kennis met George Herbert, bisschop Sanderson en Sir Henry Wotton. Deze laatste was bezig met de voorbereiding van een biografie van Donne en, wetend dat Walton in zijn vrije tijd weleens iets schreef, vroeg hij hem te helpen met het verzamelen van materiaal. Wotton overleed echter in 1639, waarop Walton de biografie zelf voltooide (1640). Een biografie van Wotton verscheen in 1651, die van George Herbert in 1670 en van bisschop Sanderson in 1678. Hij vulde deze Lives voortdurend aan. De biografieën waren vriendelijk en welwillend van aard, enkele van de beschrevenen deelden zijn passie voor de vissport.
De laatste 40 jaar van zijn leven bracht hij in alle rust door, hij bezocht vrienden, werkte rustig aan zijn biografieën en breidde zijn populaire vissershandboek bij. Zijn laatste jaren bracht hij door bij zijn dochter in Winchester, waar zijn schoonzoon als geestelijke werkzaam was. Hij overleed daar op 90-jarige leeftijd.